# Shadows of Knight
Shadows of Knight är ett amerikanskt garagerockband bildat i Chicago, Illinois 1965. Deras största hit blev en cover på Thems "Gloria" 1966. 
Gruppens debutalbum Gloria gavs ut 1966 och utöver titelspåret hade man även en mindre hit med "Oh Yeah". Banduppsättningen bestod på albumet av Joe Kelley (gitarr), Red Kelly (basgitarr), Jerry McGeorge (gitarr), Warren Rogers (basgitarr), Tom Schiffour (trummor) och Jim Sohns (sång). På uppföljaren Back Door Men (1967) hade David "Hawk" Wolinski ersatt Rogers. 
Bandet började 1967 falla sönder och snart var bara sångaren Sohns kvar. Med en ny uppsättning av bandet gav han 1969 ut albumet Shadows of Knight och hade en mindre hit med låten "Shake". Sohns har sedan under åren turnerat med varierande uppsättningar av bandet.

## Diskografi (urval)
Studioalbum
- 1966 – Gloria
- 1967 – Back Door Men
- 1969 – Shadows of Knight
- 1992 – Raw 'N Alive At The Cellar, Chicago 1966!
- 1992 – Live Featuring Gloria
- 1992 – Live! (In Rockford, IL. 1972)
- 2007 – A Knight to Remember
- 2008 – Rock 'N' Roll Survivors

Singlar
- 1966 – "Gloria" / "Dark Side"
- 1966 – "Oh Yeah" / "Light Bulb Blues"
- 1966 – "Bad Little Woman" / "Gospel Zone"
- 1966 – "I'm Gonna Make You Mine" / "I'll Make You Sorry"
- 1967 – "Willie Jean" / "The Behemoth"
- 1967 – "Someone Like Me" / "Three For Love"
- 1968 – "Gloria '69" / "Spaniard At My Door"
- 1969 – "My Fire Department Needs A Fireman" / "Taurus"
- 1969 – "Shake" / "From Way Out To Way Under"
- 1996 – "I Got My Mojo Working" / "Interview/Potato Chip"

Samlingsalbum
- 1985 – Gee-El-O-Are-I-Ay
- 1994 – Dark Sides
- 1994 – The Super K Kollection